# Ovilla
Ovilla es una entidad de población española del municipio de Valle de Mena, perteneciente a la provincia de Burgos, en la comunidad autónoma de Castilla y León.

## Toponimia
El nombre del lugar puede encontrarse escrito con las grafías Ovilla y Obilla.

## Historia
Hacia mediados del siglo XIX, el lugar tenía contabilizada una población de 76 habitantes. Aparece descrito en el duodécimo volumen del Diccionario geográfico-estadístico-histórico de España y sus posesiones de Ultramar de Pascual Madoz con las siguientes palabras:

OBILLA: l. en la prov., aud. terr. y c. g. de Búrgos (19 leg.), dióc. de Santander (14), part. jud. de Villarcayo (6), y ayunt. de Villasana (1/2): sit. en terreno algo pendiente y combatido de todos los vientos; goza de una temperatura bastante fria y las enfermedades que comunmente se padecen son las catarrales y reumáticas. Cuenta 17 casas, una fuente en los afueras y á tiro de pistola del pueblo, cuyas aguas son delgadas; y finalmente, una igl. parr. (Stos. Cipriano y Cornelio) que tiene anejo el l. de Cilieza, servida por un cura párroco y un sacristan. Confina el térm. N. Covides y Medianas; E. Cilieza; S. la peña llamada de la Complacera, y O. Auzo. El terreno en general es de mediana calidad, pero lo hay tambien de primera: baña la jurisd. un riach. que nace de dicha fuente y va á desaguar en el r. Cadagua ó Nervion: en la citada peña hay un monte poblado de hayas y robles. caminos: los de pueblo á pueblo en mediano estado. prod.: trigo, maiz, patatas, avena, cebada, aluvias, habas y algunas frutas; cria ganado lanar, vacuno, yeguar, mular y cabrio; y caza de perdices, liebres, codornices, palomas torcaces y zorros. ind.: la agrícola. pobl.: 19 vec., 76 alm.
(Madoz, 1849, p. 204)

En 2023, la entidad singular de población de Ovilla tenía empadronados 15 habitantes, todos ellos en el núcleo de población de ese nombre.